# Heligmonevra bengalensis
Heligmonevra bengalensis är en tvåvingeart som beskrevs av Joseph och Parui 1987. Heligmonevra bengalensis ingår i släktet Heligmonevra och familjen rovflugor. Inga underarter finns listade i Catalogue of Life.